# Liste der Baudenkmäler in Lehrberg
Auf dieser Seite sind die Baudenkmäler in dem mittelfränkischen Markt Lehrberg zusammengestellt. Diese Tabelle ist eine Teilliste der Liste der Baudenkmäler in Bayern. Grundlage ist die Bayerische Denkmalliste, die auf Basis des Bayerischen Denkmalschutzgesetzes vom 1. Oktober 1973 erstmals erstellt wurde und seither durch das Bayerische Landesamt für Denkmalpflege geführt wird. Die folgenden Angaben ersetzen nicht die rechtsverbindliche Auskunft der Denkmalschutzbehörde.
 Diese Liste gibt den Fortschreibungsstand vom 27. Mai 2020 wieder und enthält 34 Baudenkmäler.

## Baudenkmäler nach Gemeindeteilen

### Lehrberg
| Lage                                             | Objekt                                               | Beschreibung | Akten-Nr.     | Bild             |
| ------------------------------------------------ | ---------------------------------------------------- | --- | ------------- | ---------------- |
| Häfnersplatz 4 (Standort)                        | Ehemaliges Eichstätter Vogthaus                      | Zweigeschossiger verputzter Walmdachbau, 18. Jahrhundert | D-5-71-171-1  | weitere Bilder   |
| Häfnersplatz 4 (Standort)                        | Wirtschaftsgebäude                                   | eingeschossiger verputzter Satteldachbau mit niedrigem Verbindungsbau, 18. Jahrhundert | D-5-71-171-1  | weitere Bilder   |
| Kappelbuck (Standort)                            | Kapellenruine                                        | ehemalige Chorturmkirche, wohl ehemals Sankt Jobst, zweigeschossiger Turmstumpf mit verzahnter Eckquaderung und Chorraum, 1430                                                                     | D-5-71-171-35 | weitere Bilder   |
| Marktplatz 2 (Standort)                          | Gasthaus Zum Grauen Wolf                             | Zweigeschossiger Traufseitbau mit Halbwalmdach und verputztem Fachwerkobergeschoss, 1775 | D-5-71-171-3  | weitere Bilder   |
| Marktplatz 4 (Standort)                          | Fachwerkscheune                                      | Erdgeschossiger Satteldachbau mit einseitigem Krüppelwalm und Mitteltenne, 18. Jahrhundert | D-5-71-171-4  | weitere Bilder   |
| Marktplatz 9 (Standort)                          | Wohnhaus                                             | Zweigeschossiger verputzter Giebelbau mit Halbwalmdach, Portal bezeichnet „1743“ | D-5-71-171-7  | weitere Bilder   |
| Marktplatz 10 (Standort)                         | Ehemaliges Gasthaus                                  | Zweigeschossiger Walmdachbau mit verputztem Fachwerkobergeschoss, 1732 | D-5-71-171-8  | weitere Bilder   |
| Marktplatz 10 (Standort)                         | Ökonomiegebäude                                      | Zweigeschossiger Satteldachbau, teilweise mit Fachwerkobergeschoss, 18. Jahrhundert | D-5-71-171-8  | BW               |
| Marktplatz 12 (Standort)                         | Wohn- und Geschäftshaus                              | Zweigeschossiger, verputzter Krüppelwalmdachbau mit Fachwerkgiebel, bezeichnet „1802“ | D-5-71-171-10 | weitere Bilder   |
| Nähe Häfnersplatz (Standort)                     | Fachwerkscheune                                      | Um 1800, nach 1826 nach Westen erweitert | D-5-71-171-10 | BW               |
| Marktplatz 14 (Standort)                         | Evangelisch-lutherische Pfarrkirche Sankt Margaretha | Saalbau mit abgewalmten Satteldach, von Johann David Steingruber 1729–31, Chor 14. Jahrhundert, Turm wohl älter, mit Ausstattung                                                                   | D-5-71-171-11 | weitere Bilder   |
| Marktplatz 14 (Standort)                         | Friedhofseinfassung                                  | Steinquadermauer, vermutlich mittelalterlich | D-5-71-171-11 | BW               |
| Marktplatz 14 (Standort)                         | Grabkapelle                                          | Sandsteinbau mit Pyramidendach, Mitte 18. Jahrhundert | D-5-71-171-11 | BW               |
| Obere Hindenburgstraße 1 (Standort)              | Wohnstallhaus                                        | Erdgeschossiger verputzter Krüppelwalmdachbau mit Fachwerkgiebel, bezeichnet „1735“ | D-5-71-171-14 | weitere Bilder   |
| Obere Hindenburgstraße 5 (Standort)              | Gasthof                                              | Zweigeschossiger Krüppelwalmdachbau mit verputztem Fachwerkgiebel und aufgeputzter Eckquaderung, bezeichnet „1735“, Umbau bezeichnet „1776“ und Mitte 19. Jahrhundert                              | D-5-71-171-16 | weitere Bilder   |
| Nähe Sonnenstraße (Standort)                     | Fachwerkscheune                                      | Rückwärtig, Satteldachbau, Ende 18. Jahrhundert, Erweiterung Mitte 19. Jahrhundert | D-5-71-171-16 | Fachwerkscheune  |
| Obere Hindenburgstraße 7 (Standort)              | Ehemaliges Schulhaus                                 | Zweigeschossiger Walmdachbau mit Putzgliederung, 18. Jahrhundert, Erweiterungsbau nach Osten, zweigeschossiger Satteldachbau in Sichtziegelbauweise, mit Natursteingliederung, um 1900             | D-5-71-171-17 | weitere Bilder   |
| Obere Hindenburgstraße 7 (Standort)              | Ehemaliges Schulhaus, Erweiterungsbau nach Osten     | Zweigeschossiger Satteldachbau in Sichtziegelbauweise, mit Natursteingliederung, um 1900 | D-5-71-171-17 | weitere Bilder   |
| Obere Hindenburgstraße 42 (Standort)             | Pfarrhaus                                            | Zweigeschossiger Traufseitbau mit Halbwalmdach, in reduzierten Barockformen des sogenannten Markgrafenstils, mit aufgeputzter Eckquaderung und Sandsteinportal, von Johann David Steingruber, 1746 | D-5-71-171-24 | weitere Bilder   |
| Obere Hindenburgstraße 42 (Standort)             | Einfriedung                                          | Aus Sandsteinquadermauerwerk, zeitgleich | D-5-71-171-24 | weitere Bilder   |
| Obere Hindenburgstraße 44 (Standort)             | Wohnhaus                                             | Zweigeschossiger, massiver Giebelbau mit Satteldach, davor Steinbank, 18. Jahrhundert | D-5-71-171-25 | weitere Bilder   |
| Rezatstraße 27 (Standort)                        | Fachwerkscheune                                      | Rückwärtig, eingeschossiger Satteldachbau mit Anbauten, im Kern 18. Jahrhundert | D-5-71-171-25 | BW               |
| Obere Hindenburgstraße 46 a, 46 b (Standort)     | Wohnhaus                                             | Zweigeschossiger verputzter Satteldachbau mit straßenseitiger Abwalmung, um 1800 | D-5-71-171-26 | weitere Bilder   |
| Nähe Obere Hindenburgstraße (Standort)           | Rückwärtige Fachwerkscheune                          | Gleichzeitig | D-5-71-171-26 | BW               |
| Obere Hindenburgstraße 47, 48 a, 48 b (Standort) | Wohnstallhaus                                        | Zweigeschossiger verputzter Satteldachbau mit straßenseitiger Abwalmung, um 1800 | D-5-71-171-27 | weitere Bilder   |
| Schulweg 3 (Standort)                            | Ehemaliges Schloss                                   | Zwei- bzw. dreigeschossiger Walmdachbau, im Kern 15./16. Jahrhundert, Umbau um 1625, Treppenturm mit massiver Spindeltreppe, 1629                                                                  | D-5-71-171-28 | weitere Bilder   |
| Untere Hindenburgstraße 2 a (Standort)           | Brauereigebäude                                      | Zweigeschossiger verputzter Schopfwalmdachbau mit Eckquaderung, Portal bezeichnet „1820“ | D-5-71-171-29 | weitere Bilder   |
| Untere Hindenburgstraße 4 (Standort)             | Bauernhaus                                           | Zweigeschossiger Giebelbau mit Satteldach, 18. Jahrhundert | D-5-71-171-31 | weitere Bilder   |
| Untere Hindenburgstraße 2 b (Standort)           | Rest eines ehemals dreiseitigen Ökonomiegebäudes     | mit abgewalmten Satteldach und Fachwerkobergeschoss, 18. Jahrhundert | D-5-71-171-31 | BW               |
| Untere Hindenburgstraße 4 (Standort)             | Sandsteinpfosten                                     | Rest der ehemaligen Hofeinfahrt | D-5-71-171-31 | Sandsteinpfosten |

### Birkach
| Lage                 | Objekt                   | Beschreibung | Akten-Nr.     | Bild |
| -------------------- | ------------------------ | --- | ------------- | ---- |
| Birkach 4 (Standort) | Ehemaliges Wohnstallhaus | Erdgeschossiger Satteldachbau mit Ecklisenen und Giebelgesimsen, erstes Viertel 19. Jahrhundert                       | D-5-71-171-36 | BW   |
| Birkach 4 (Standort) | Scheune                  | Satteldachbau mit Bruchsteinmauerwerk und Fachwerkteilen, erstes Viertel 19. Jahrhundert, später rückseitig erweitert | D-5-71-171-36 | BW   |

### Brünst
| Lage                          | Objekt                         | Beschreibung                                                                             | Akten-Nr.     | Bild |
| ----------------------------- | ------------------------------ | ---------------------------------------------------------------------------------------- | ------------- | ---- |
| Lange Wiesenhölzer (Standort) | Grenzstein, Kleiner „Markmann“ | Mittelalterlich, in Gestalt eines aufrecht stehenden Menschen, südöstlich des Ortes      | D-5-71-171-38 | BW   |
| Morrau (Standort)             | Grenzstein, Großer „Markmann“  | Mittelalterlich, in Gestalt eines aufrecht stehenden Menschen, am Waldweg nach Wernsbach | D-5-71-171-37 | BW   |

### Buhlsbach
| Lage                   | Objekt  | Beschreibung                                                                                    | Akten-Nr.     | Bild |
| ---------------------- | ------- | ----------------------------------------------------------------------------------------------- | ------------- | ---- |
| Buhlsbach 8 (Standort) | Scheune | Erdgeschossiger Bau mit Krüppelwalmdach, Eckquaderung und Fachwerkgiebel, Mitte 19. Jahrhundert | D-5-71-171-58 | BW   |

### Gräfenbuch
| Lage                                    | Objekt                                                    | Beschreibung | Akten-Nr.     | Bild           |
| --------------------------------------- | --------------------------------------------------------- | --- | ------------- | -------------- |
| Gräfenbuch 24 (Standort)                | Evangelisch-lutherische Filialkirche Sankt Peter und Paul | Chorturmkirche, Saalbau mit eingezogenem Rechteckchor im Turm mit Spitzhelm und Sakristeianbau im Norden, Turm angeblich 1430, Kirchenschiff 1713 erneuert, im 20. Jahrhundert tiefgreifend überarbeitet, mit Ausstattung | D-5-71-171-39 | weitere Bilder |
| Gräfenbuch 24 (Standort)                | Friedhofsmauer                                            | Im Kern spätmittelalterlich | D-5-71-171-39 | BW             |
| Gräfenbuch 26, Gräfenbuch 11 (Standort) | Bierkeller                                                | Kellereingang mit Quadermauerwerk und stichbogigem Portal, wohl 18. Jahrhundert | D-5-71-171-40 | BW             |

### Hürbel am Rangen
| Lage                       | Objekt                      | Beschreibung                                           | Akten-Nr.     | Bild |
| -------------------------- | --------------------------- | ------------------------------------------------------ | ------------- | ---- |
| Gumbertuswiesen (Standort) | Steinkreuz, wohl Sühnekreuz | Spätmittelalterlich, stark abgewittert und verstümmelt | D-5-71-171-41 | BW   |

### Obersulzbach
| Lage                       | Objekt                                          | Beschreibung | Akten-Nr.     | Bild           |
| -------------------------- | ----------------------------------------------- | --- | ------------- | -------------- |
| Obersulzbach 2 (Standort)  | Ehemalige Brauerei                              | turmartiger, viergeschossiger Massivbau mit Kniestock und Satteldach sowie Ecklisenen und Gesimsgliederung, vorgelagert eingeschossiger Flachdachbau, bez. 1928                                                                   | D-5-71-171-74 | BW             |
| Obersulzbach 2 (Standort)  | Ökonomiegebäude                                 | L-förmiger, eingeschossiger Satteldachbau, teilweise Fachwerk, bez. 1899 | D-5-71-171-74 | BW             |
| Obersulzbach 2 (Standort)  | Waschhaus                                       | eingeschossiger Massivbau mit Schopfwalmdach, bez. 1920 | D-5-71-171-74 | BW             |
| Obersulzbach 11 (Standort) | Ehemaliges Wohnstallhaus                        | Erdgeschossiger Satteldachbau mit Fachwerkten an Traufseite und Giebel sowie mit überputztem Wappenstein, „1749“ (bezeichnet) | D-5-71-171-47 | BW             |
| Obersulzbach 23 (Standort) | Evangelisch-lutherische Pfarrkirche Sankt Maria | Saalbau mit eingezogenem, dreiseitig geschlossenem Chor, Sakristeianbau im Süden und Turm mit Spitzhelm im nördlichen Chorwinkel, Turm und Chor wohl 14./15. Jahrhundert, Kirchenschiff 1728 barock umgestaltet, mit Ausstattung  | D-5-71-171-44 | weitere Bilder |
| Obersulzbach 23 (Standort) | Friedhofsmauer, ehemalige Wehrmauer             | Mit rundbogigem Portal im Süden, im Kern wohl 15. Jahrhundert, Teile im Norden erneuert, Torhaus, erdgeschossiger Massivbau mit spitzbogigem Durchgang und Walmdach, 19./20. Jahrhundert                                          | D-5-71-171-44 | weitere Bilder |
| In Obersulzbach (Standort) | Friedhof                                        | Mit Ummauerung und schmiedeeisernem Tor, Ende 19. Jahrhundert, Nebengebäude, erdgeschossiger Massivbau mit Walmdach, Ende 19. Jahrhundert                                                                                         | D-5-71-171-49 | BW             |
| Rothholz (Standort)        | Grenzstein                                      | 3 Grenzsteine, Teil der Grenzsteinreihe der 1541 festgelegten Territorialgrenze zwischen den Markgrafentümern Brandenburg-Ansbach und Brandenburg-Kulmbach, rechteckige, an den Seiten reliefierte Sandsteinpfeiler, gesetzt 1753 | D-5-71-171-73 | BW             |

### Schmalenbach
| Lage                      | Objekt          | Beschreibung | Akten-Nr.     | Bild            |
| ------------------------- | --------------- | --- | ------------- | --------------- |
| Schmalenbach 1 (Standort) | Ehemalige Mühle | Zweigeschossiger Satteldachbau mit rückseitig abgewalmtem Dach, sichtbarem Fachwerk über massivem Erdgeschoss und profiliertem Rundbogenportal, „1688“ (bezeichnet), Fachwerk frühes 19. Jahrhundert | D-5-71-171-50 | Ehemalige Mühle |

### Seemühle
| Lage                             | Objekt          | Beschreibung | Akten-Nr.     | Bild |
| -------------------------------- | --------------- | --- | ------------- | ---- |
| Ballstadter Straße 40 (Standort) | Ehemalige Mühle | Hauptgebäude, erdgeschossiger Satteldachbau mit reduzierter Mühleneinrichtung, wohl 1792, 1929 aufgestockt, 1979 Aufstockung entfernt, stark erneuert | D-5-71-171-51 | BW   |

### Untersulzbach
| Lage                       | Objekt                   | Beschreibung | Akten-Nr.     | Bild |
| -------------------------- | ------------------------ | --- | ------------- | ---- |
| Untersulzbach 3 (Standort) | Ehemaliges Wohnstallhaus | Erdgeschossiger Satteldachbau mit Dacherker, massivem Erdgeschoss und Fachwerk am Giebelgeschoss und Stallteil, wohl erstes Viertel 19. Jahrhundert | D-5-71-171-52 | BW   |

### Zailach
| Lage                 | Objekt        | Beschreibung | Akten-Nr.     | Bild |
| -------------------- | ------------- | --- | ------------- | ---- |
| Zailach 6 (Standort) | Wohnstallhaus | Erdgeschossiger Satteldachbau mit Fledermausgauben, Aufzugsöffnungen, Kranbalken und angebautem Backhäuschen, Mitte 19. Jahrhundert | D-5-71-171-53 | BW   |
| Zailach 6 (Standort) | Einfriedung   | Steinerne Torpfosten und Ornament-Eisengitterzaun, Mitte 19. Jahrhundert                                                            | D-5-71-171-53 | BW   |

## Ehemaliges Ensemble
| Lage                 | Objekt                                | Beschreibung | Akten-Nr.    | Bild |
| -------------------- | ------------------------------------- | --- | ------------ | ---- |
| Lehrberg In Lehrberg | Ehemaliges Ensemble Ortskern Lehrberg | Der Markt Lehrberg, ein langgestrecktes Straßendorf, liegt an der Hauptverbindungsstraße von Ansbach nach Würzburg. Im Westen bildet die Rezat, begleitet von der Rezatstraße, eine natürliche Grenze des Ensembles. Lehrberg wurde 1059 vom Hochstift Eichstätt gegründet, das bis 1540 die alleinige Herrschaft besaß. 1559 wurde eine geteilte Dorfherrschaft zwischen den Vögten des Markgrafen von Ansbach und des Bischofs von Eichstätt festgelegt. Diese Herrschaftsteilung spiegelt sich noch heute im Ortsbild Lehrbergs wider. Von der Kirche im Süden bis zum Ortsausgang im Norden zeigt sich eine geschlossene Bebauung des 18. Jahrhunderts mit größtenteils Wohnhäusern und rückseitigen Scheunenbauten. Es handelt sich dabei einerseits um ein- oder zweigeschossige Giebelhäuser, teils verputzt, teils mit Fachwerk, andererseits um verputzte Walm- oder Krüppelwalmdachbauten, die sich giebel- oder traufseitig der Straße zuwenden. Die Giebelbauten sind alte eichstättische Häuser – das eichstättische Recht lag noch bis 1900 auf ihnen – und die Walm- und Halbwalmbauten spätere ansbachische Besitzungen. | E-5-71-171-1 | BW   |

## Ehemalige Baudenkmäler
In diesem Abschnitt sind Objekte aufgeführt, die früher einmal in der Denkmalliste eingetragen waren, jetzt aber nicht mehr. Objekte, die in anderem Zusammenhang also z. B. als Teil eines Baudenkmals weiter eingetragen sind, sollen hier nicht aufgeführt werden. Aktennummern in diesem Abschnitt sind ehemalige, jetzt nicht mehr gültige Aktennummern.

| Lage                                        | Objekt                       | Beschreibung                                                                 | Akten-Nr.     | Bild |
| ------------------------------------------- | ---------------------------- | ---------------------------------------------------------------------------- | ------------- | ---- |
| Lehrberg Marktplatz 8 a, 8 b (Standort)     | Scheune                      | Verputzter Fachwerkbau mit Satteldach und Mitteltenne, 18. Jahrhundert       | D-5-71-171-8  | BW   |
| Lehrberg Untere Hindenburgstraße 22         | Dorfmühle: Zwerchgiebelhaus  | verputztes Fachwerkobergeschoss, 1773                                        | D-5-71-171-33 | BW   |
| Lehrberg Untere Hindenburgstraße 22         | Dorfmühle: Ehemalige Scheune | Fachwerkgiebel, bezeichnet „1769“                                            | D-5-71-171-33 | BW   |
| Kohlmühle Würzburger Straße 7 (Standort)    | Ehemalige Mühle              | Zweigeschossiger Satteldachbau mit Zwerchhaus, zweite Hälfte 19. Jahrhundert | D-5-71-171-34 | BW   |
| Oberheßbach Oberheßbach 4 (Standort)        | Wohnstallhaus                | Erdgeschossiger Bau mit Krüppelwalmdach und Fachwerkteilen, 18. Jahrhundert  | D-5-71-171-43 | BW   |
| Obersulzbach (Standort)                     | Pfarrhaus                    | Zweigeschossiger, massiver Satteldachbau, 1685, spätere Umbauten             | D-5-71-171-45 | BW   |
| Obersulzbach                                | Ehemalige Schulscheune       | Massiver Walmdachbau, 18. Jahrhundert                                        | D-5-71-171-46 | BW   |
| Seemühle Ballstadter Straße 40 a (Standort) | Ehemalige Scheune            | Satteldachbau mit Fachwerkteilen, wohl 1792, stark erneuert                  | D-5-71-171-51 | BW   |
| Zailach Zailach 17 (Standort)               | Türsturz                     | 1782                                                                         | D-5-71-171-57 | BW   |

## Abgegangene Baudenkmäler
In diesem Abschnitt sind Objekte aufgeführt, die früher einmal in der Denkmalliste eingetragen waren, jetzt aber nicht mehr existieren, z. B. weil sie abgebrochen wurden. Aktennummern in diesem Abschnitt sind ehemalige, jetzt nicht mehr gültige Aktennummern.

| Lage                                      | Objekt        | Beschreibung | Akten-Nr.     | Bild |
| ----------------------------------------- | ------------- | --- | ------------- | ---- |
| Obersulzbach Obersulzbach 14 b (Standort) | Wohnhaus      | Zweigeschossiger Satteldachbau mit Fachwerk über massivem Erdgeschoss, „1898“ (bezeichnet), Stall- und Werkstattanbau, erdgeschossiger Satteldachbau, 1898, Scheune, Satteldachbau mit verzahnter Eckquaderung und Fachwerkgiebel, zweite Hälfte 19. Jahrhundert | D-5-71-171-48 | BW   |
| Zailach Zailach 15 (Standort)             | Wohnstallhaus | Erdgeschossiger Satteldachbau mit massivem Erdgeschoss und Fachwerkgiebel, nach Westen Fachwerkobergeschoss mit quergestelltem Satteldach, wohl um 1800, nach Norden erweitert                                                                                   | D-5-71-171-55 | BW   |